# فرودگاه پورتلند ترات‌دیل
 فرودگاه پورتلند ترات‌دیل (به انگلیسی: Portland-Troutdale Airport) یک فرودگاه همگانی بهره‌برداری هوایی با کد یاتا TTD است که یک باند فرود آسفالت دارد و طول باند آن ۱۶۴۶ متر است. این فرودگاه در شهر پورتلند، اورگن کشور ایالات متحده آمریکا قرار دارد و در ارتفاع ۱۲ متری از سطح دریا واقع شده است.